# Многофазна токова система
Многофазната токова система представлява функционална съвкупност от еднакви по честота, амплитуда и форма променливи токове, протичащи по независими проводници и намиращи се помежду си в определено фазово съотношение. Това съотношение се избира така, че фазовият ъгъл между всеки два съседни по фаза от N на брой фазови тока в системата, да бъде равно на пълния ъгъл (2π радиана), разделен на броя независими фазовоотместени токове (N) при N – нечетно:
{\displaystyle \Delta \varphi ={\frac {2\pi }{N}}}.
при N – четно
{\displaystyle \Delta \varphi ={\frac {\pi }{N}}}.
Електрическата активна мощност, пренасяна от една N-фазна система за всяка фаза, при фактор на мощността {\displaystyle \cos \varphi \neq 1} и при N>1, е:
{\displaystyle P_{A}=K(N)UI\cos \varphi },
където K(N) е коефициент, зависещ от броя на токовете и от фазовото им съотношение.
Много практичен пример е масово внедрената трифазна система, при която има 3 независими синусоидални променливи токове и напрежения с еднакви честоти, отместени помежду си на 120 фазови градуса ({\displaystyle \Delta \varphi ={\frac {2\pi }{3}}}). Трифазната токова система е известна като трифазен ток или като „въртящ“ ток. В случая активната мощност се пресмята като:
{\displaystyle P_{A}={\sqrt {3}}UI\cos \varphi }

## Системи с брой на фазите, по-голям от 3
Броят на фазите в една многофазна система може да е и по-голям от три. Обща практика при изправителни инсталации и при преобразуватели за високоволтови линии за постоянен ток (HVDC-конверторите) е да се осигурят шест фази, с разлика от 60° между фазите, за да се намали създаването на хармоници в електроснабдителната система и да са осигури по-равномерен постоянен ток. Построени са също експериментални преносни линии с брой на фазите до 12. Асинхронни двигатели с повече фази работят по-ефективно в прецизни машини.